# Municipio de San Antonio de las Vueltas
Municipio de San Antonio de las Vueltas är en kommun i Kuba.   Den ligger i provinsen Provincia de Villa Clara, i den centrala delen av landet, 280 km öster om huvudstaden Havanna.